# Сан Хоакин (Калифорнија)
Сан Хоакин (енгл. San Joaquin) град је у америчкој савезној држави Калифорнија. По попису становништва из 2010. у њему је живело 4.001 становника.

## Демографија
Према попису становништва из 2010. у граду је живело 4.001 становника, што је 731 (22,4%) становника више него 2000. године.
| Група             | 2000.         | 2010.         |
| Белци             | 116 (3,5%)    | 111 (2,8%)    |
| Афроамериканци    | 7 (0,2%)      | 31 (0,8%)     |
| Азијати           | 118 (3,6%)    | 37 (0,9%)     |
| Хиспаноамериканци | 3.008 (92,0%) | 3.825 (95,6%) |
| Укупно            | 3.270         | 4.001         |